# San Asenjo
San Asenjo es una localidad española, deshabitada, de la provincia de Soria. Pertenece al municipio de Espeja de San Marcelino.

## Demografía
- Habitantes: 39 (1910), 0 (1981)

## Historia
En 1910, a principios del siglo XX, contaba con 25 edificios. La localidad tenía categoría de lugar.